# San Esteban de los Patos
San Esteban de los Patos – gmina w Hiszpanii, w prowincji Ávila, w Kastylii i León, o powierzchni 10,36 km². W 2011 roku gmina liczyła 36 mieszkańców.